# Murder on the Orient Express (película de 2017)
Murder on the Orient Express (conocida como Asesinato en el Expreso de Oriente en Hispanoamérica y como Asesinato en el Orient Express en España) es una película estadounidense de misterio dramático de 2017. Está basada en la novela homónima escrita por Agatha Christie y dirigida por Kenneth Branagh. La película es protagonizada por Branagh como Hércules Poirot, junto a Tom Bateman, Penélope Cruz, Willem Dafoe, Judi Dench, Johnny Depp, Josh Gad, Derek Jacobi, Leslie Odom, Jr., Michelle Pfeiffer, y Daisy Ridley. Esta película es la cuarta adaptación de la novela, tras una película en 1974, una adaptación televisiva en 2001 y un episodio de la serie Agatha Christie's Poirot en 2010.
La película tuvo su estreno mundial el 6 de noviembre de 2017 en el Royal Albert Hall de Londres, y se estrenó en cines en el Reino Unido el 3 de noviembre de 2017 y en los Estados Unidos el 10 de noviembre de 2017, por 20th Century Fox. La película recaudó más de 350 millones de dólares en todo el mundo y recibió críticas mixtas, pero elogiaron por el desempeño del reparto y el valor de la producción, pero algunos lo criticaron por no agregar nada nuevo a las adaptaciones anteriores y por el enfoque de Branagh en su propio papel en detrimento del drama.

## Argumento
En 1934, el famoso detective belga Hércules Poirot (Kenneth Branagh) resuelve un robo en la iglesia del Santo Sepulcro en Jerusalén. El obsesivo-compulsivo detective, que busca el equilibrio en la vida y considera que su habilidad para resolver casos solo con ver una mentira en medio de la verdad es una maldición, quiere descansar en Estambul, pero debe regresar a Londres para otro caso. Su amigo Bouc (Tom Bateman), director del servicio del Orient Express, le consigue una litera a bordo del tren.
Una vez a bordo el inescrupuloso empresario Edward Ratchett (Johnny Depp) ofrece contratar a Poirot para que sea su guardaespaldas durante el viaje de tres días, después de haber recibido cartas amenazadoras anónimas, pero Poirot se niega al enterarse de que es un estafador. Esa noche, Poirot escucha ruidos extraños provenientes del compartimento de Ratchett, y luego ve a alguien con un kimono rojo corriendo por el pasillo. Una avalancha descarrila la locomotora y deja varados a los pasajeros.
A la mañana siguiente, Poirot descubre que Ratchett fue asesinado durante la noche después de haber sido apuñalado una docena de veces. Poirot y Bouc investigan a los otros pasajeros cuando comienzan las reparaciones. La evidencia indica que Ratchett fue asesinado por una persona que propinó varios golpes, y Caroline Hubbard (Michelle Pfeiffer), una compañera de viaje, afirma que un hombre había estado en su compartimiento en la noche. Poirot descubre una nota parcialmente quemada que conecta a Ratchett con el secuestro de Daisy Armstrong, una niña que fue secuestrada de su habitación y retenida a cambio de un rescate. Aunque la familia pagó el rescate, Daisy fue asesinada. La verdadera identidad de Ratchett se revela: era John Cassetti, el secuestrador y asesino de Daisy. El shock de su muerte causó que su madre Sonia (Miranda Raison) sufriera un aborto mortal; su padre, el coronel John Armstrong (Phil Dunster), se suicidó poco después. La niñera de la familia, Susanne, fue falsamente acusada de complicidad, lo que condujo a su arresto y posterior suicidio bajo custodia policial, solo para ser hallada inocente después.
Se encuentran más pruebas, incluido un pañuelo manchado de sangre y, en el compartimiento de la Sra. Hubbard, el botón del uniforme de un conductor. El kimono rojo se encuentra más tarde, en la propia maleta de Poirot y el uniforme del conductor se encuentra en la cabina de uno de los pasajeros que testifican. Hubbard es apuñalada repentinamente en la espalda; ella sobrevive pero no puede identificar al culpable. Poirot descubre que muchos de los pasajeros tienen conexiones directas con la familia Armstrong y descubre sus pasados ocultos. Mientras entrevista a la institutriz Mary Debenham (Daisy Ridley), el doctor John Arbuthnot (Leslie Odom Jr.) le dispara en el hombro a Poirot, responsabilizándose por el asesinato, pero Bouc le impide matar a Poirot. Poirot se da cuenta de que Arbuthnot, un médico y ex francotirador del ejército, nunca tuvo la intención de matarlo.
Poirot se enfrenta a los sospechosos fuera del tren, ofreciendo dos teorías sobre cómo murió Cassetti. La primera es simple, pero no cumple con todos los hechos: un agente de los enemigos de Ratchett disfrazado de conductor subió al tren en una parada anterior, asesinó a Cassetti y huyó cuando el tren partió. La segunda es más compleja: con cada sospechoso conectado a los Armstrong, Susanne o su juicio de alguna manera, todos tenían un motivo contra Cassetti. Poirot postula que actuaron juntos como un jurado que buscaba la justicia que la ley nunca impuso. Se revela que Hubbard es Linda Arden, una ex-actriz de teatro y aspirante a directora y la madre de Sonia Armstrong.
Hubbard confirma lo último, admitiendo que ella planeó el asesinato y había reclutado a todos para ayudarla. Los demás pasajeros y el conductor, Pierre Michel (Marwan Kenzari), quién era hermano de Susanne, se turnaron para apuñalar a Cassetti. Mary usó el kimono y Arbuthnot apuñaló a Hubbard sin poner en peligro su vida, para convencer a Poirot de un asesino solitario. Poirot reta a los pasajeros y a Michel a dispararle con un arma confiscada, ya que él es el único que puede exponer su complot; Bouc puede mentir, pero Poirot, obsesionado con la verdad y el equilibrio, no puede. Hubbard toma el arma e intenta suicidarse, pero no está cargada; Poirot quería ver cómo reaccionarían los sospechosos y su reacción confirma que ninguno de ellos es realmente un asesino de corazón sino un grupo de almas destrozadas corrompidas por la venganza y el odio.
Con el tren de nuevo en marcha, Poirot concluye que la justicia es imposible en este caso, ya que Cassetti merecía la muerte y ninguno de ellos merece ir a la cárcel por lo que en este caso, Poirot acepta que las balanzas de la justicia nunca serán iguales; Por primera vez, Poirot tendrá que vivir con una mentira y un desequilibrio. Presenta la teoría del asesino solitario a la policía Yugoslava y la aceptan, permitiendo que los demás se vayan en el tren, antes de abandonar el tren, Poirot les desea que encuentren la paz interior con sus acciones sin importar sus razones. Mientras desembarca, un mensajero del ejército británico le pide que investigue una muerte en el Nilo. Poirot acepta el caso dándose cuenta de que para un hombre como él, unas vacaciones parecerán un sueño imposible.

## Reparto
- Tom Bateman como Bouc.
- Kenneth Branagh como Hércules Poirot.
- Penélope Cruz como Pilar Estravados.
- Willem Dafoe como Gerhard Hardman/Cyrus Bethman Hardman.
- Judi Dench como la princesa Natalia Dragomiroff.
- Johnny Depp como Edward Ratchett/John Cassetti.
- Josh Gad como Hector MacQueen.
- Derek Jacobi como Edward Henry Masterman.
- Leslie Odom, Jr. como el Dr. Arbuthnot.
- Michelle Pfeiffer como Caroline Martha Hubbard/Linda Arden.
- Daisy Ridley como Mary Hermione Debenham.
- Marwan Kenzari como Pierre Michel.
- Olivia Colman como Hildegarde Schmidt.
- Lucy Boynton como la condesa Elena Andrenyi/Helena Goldenberg.
- Manuel García-Rulfo como Biniamino Márquez.
- Sergei Polunin como el conde Rudolph Andrenyi.
- Phil Dunster como el coronel John Armstrong.
- Miranda Raison como Sonia Armstrong.

## Producción
20th Century Fox anunció el proyecto en diciembre de 2013. El 16 de junio de 2015, Fox contrató a Kenneth Branagh para dirigir una nueva adaptación cinematográfica de Asesinato en el Orient Express. El 20 de noviembre de 2015 se anunció que Branagh también protagonizaría la película en el papel del detective Hércules Poirot. Michael Green fue el autor del guion. El 10 de junio de 2016 se anunció que Angelina Jolie había empezado a negociar su participación en la película, mientras que Variety anunció el 4 de agosto que finalmente no participaría y el estudio estaba buscando a otras actrices para sustituirla, como Charlize Theron. El 17 de agosto, Variety anunció que Leslie Odom Jr. estaba en negociaciones para unirse al reparto con un papel no especificado. el 6 de septiembre, The Hollywood Reporter anunció que Tom Bateman se había unido al reparto en el papel de Bouc. El 29 de septiembre, Johnny Depp, Michelle Pfeiffer, Daisy Ridley, Judi Dench, Michael Peña, Derek Jacobi y Lucy Boynton se unieron al reparto. El 20 de octubre, Josh Gad fue añadido al reparto en el papel de Hector MacQueen. El 27 de octubre, Marwan Kenzari se unió al reparto en el papel de Pierre Michel, el conductor francés del tren. El 11 de noviembre, Penélope Cruz se incorporó al reparto en un papel no especificado. Más tarde se reveló que sería el de Pilar Estravados, una versión hispana del personaje de Greta Ohlsson de la novela cuyo nombre procede de un personaje de otra novela de Christie, Navidades trágicas. El 5 de diciembre,
Sergei Polunin se unió al reparto en un papel no revelado, que resultó ser el del conde Andrenyi. El 5 de enero de 2017, Willem Dafoe se incorporó al reparto en el papel de Gerhard Hardman, un detective de incógnito. El 9 de enero, Olivia Colman anunció que interpretaría el papel de Hidegarde Schmidt, doncella de la princesa Dragomiroff. El 25 de enero se anunció que Michael Peña había abandonado la película y Manuel García Rulfo le había sustituido en el papel de Biniamino Márquez, una versión cubana del personaje de Antonio Foscarelli de la novela.
El rodaje comenzó el 22 de noviembre de 2016 en el Reino Unido. La mayor parte del reparto comenzó a grabar sus papeles entonces. Dafoe, Colman y García Rulfo se unieron a la producción en enero de 2017, mientras que Depp terminó de grabar antes para poder trabajar en otro proyecto.[cita requerida] El rodaje finalizó en mayo de 2017.

## Lanzamiento
El estreno de Murder on the Orient Express fue previsto para el 10 de noviembre de 2017 en Estados Unidos. La película fue distribuida por 20th Century Fox. Las primeras imágenes del reparto y de la película fueron publicadas el 3 de mayo de 2017 en un artículo exclusivo en Entertainment Weekly.

## Secuela
En 2015, James Pritchard, presidente de Agatha Christie Ltd. y bisnieto de la escritora, expresó su interés para que se realicen futuras secuelas, citando la colaboración con Branagh y el resto del equipo de producción. En mayo de 2017, Branagh también mostró interés en realizar futuras entregas si la película resultase exitosa.
En febrero de 2018, Fox programó Muerte en el Nilo para su lanzamiento el 8 de noviembre de 2020 con Branagh oficialmente confirmado para dirigir y protagonizar.  Tras varios retrasos a causa de la pandemia de COVID-19, fue estrenada en Estados Unidos el 11 de febrero de 2022, por Walt Disney Studios Motion Pictures a través de 20th Century Studios.